# La storia del cammello che piange
La storia del cammello che piange (Die Geschichte vom weinenden Kamel) è un film documentario del 2003 scritto e diretto dall'italiano Luigi Falorni e dalla mongola Davaa Bâmbasürėn, all'epoca entrambi studenti all'Università di Cinema e Televisione di Monaco di Baviera.

## Trama
Durante la primavera, una famiglia di pastori nomadi del deserto del Gobi aiuta i cammelli del proprio gregge a partorire. Dopo un travaglio lungo due giorni, una cammella dà alla luce il suo primo cucciolo, un raro cammello albino, che rifiuta di allattare. La famiglia di pastori cerca in vari modi di far accettare il piccolo alla madre, finché non riescono nel loro intento grazie a Mônjbaâr, suonatore di morin khuur, un tipico strumento mongolo con due sole corde di crine di cavallo ma dal suono melodioso, capace di un piccolo miracolo.

## Distribuzione
Il film è stato stato presentato in anteprima il 6 settembre 2003 al Toronto International Film Festival e poi distribuito nelle sale cinematografiche tedesche a partire dall'8 gennaio 2004. In tutto, i diritti di distribuzione del film sono stati venduti in oltre 60 Paesi.
È stato distribuito nelle sale cinematografiche italiane da Fandango a partire dal 27 maggio 2005; nel 2007 è uscito poi in cofanetto DVD abbinato al libro Mongolia errante: racconti e testimonianze dell'antropologa Michela Taddei Saltini. (OPAC 398.09517 Fandango libri) 

## Incassi
Il film ha incassato 9,3 milioni di dollari a livello globale.

## Premi e candidature
- 2005 - Premio Oscar
  - Candidatura al miglior documentario
- 2003 - European Film Awards
  - Candidatura al miglior documentario
- 2004 - Bayerischer Filmpreis
  - Miglior documentario
- 2004 - Deutscher Filmpreis
  - Candidatura al miglior documentario
- 2004 - Festival internazionale del cinema di Karlovy Vary
  - Premio del pubblico
- 2004 - San Francisco International Film Festival
  - Premio FIPRESCI
- 2004 - National Board of Review Awards
  - Migliori cinque documentari
- 2005 - Directors Guild of America Awards
  - Miglior regia in un documentario a Luigi Falorni e Davaa Bâmbasürėn
- 2006 - Nastri d'argento
  - Candidatura al miglior documentario